# Liste der Stolpersteine in Hamburg-Altona-Altstadt
Die Liste der Stolpersteine in Hamburg-Altona-Altstadt enthält alle Stolpersteine, die im Rahmen des gleichnamigen Kunst-Projekts von Gunter Demnig in Hamburg-Altona-Altstadt verlegt wurden. Mit ihnen soll Opfern des Nationalsozialismus gedacht werden, die in Hamburg-Altona-Altstadt lebten und wirkten.
Diese Seite ist Teil der Liste der Stolpersteine in Hamburg, da diese mit insgesamt 7141 (Stand: April 2025) Steinen zu groß würde und deshalb je Stadtteil, in dem Steine verlegt wurden, eine Seite angelegt wurde.
| Adresse                                 | Person(en)                                    | Inschrift | Bilder | Anmerkung |
| --------------------------------------- | --------------------------------------------- | --- | ------ | --- |
| Amundsenstraße 14A ·                    | Max Cohn                                      | Hier wohnte Max Cohn Jg. 1872 deportiert 1942 Theresienstadt 1942 Treblinka ermordet                                                                                              |        | Eintrag auf stolpersteine-hamburg.de |
| Amundsenstraße 24 ·                     | Friedrich Wilhelm Hoffmann                    | Hier wohnte Friedrich W. Hoffmann Jg. 1889 im Widerstand/KPD verhaftet 23.3.1935 Zuchthaus Fuhlsbüttel ermordet 14.8.1935                                                         |        | Eintrag auf stolpersteine-hamburg.de |
| Behnstraße 17 ·                         | Alfred Rosentreter                            | Hier wohnte Alfred Rosentreter Jg. 1934 deportiert 1941 Łodz 1942 Chelmno ermordet                                                                                                |        | Eintrag auf stolpersteine-hamburg.de |
| Behnstraße 17 ·                         | Betty Rosentreter                             | Hier wohnte Betty Rosentreter Jg. 1926 deportiert 1941 Łodz 1942 Chelmno ermordet                                                                                                 |        | Eintrag auf stolpersteine-hamburg.de |
| Behnstraße 17 ·                         | Fanny Rosentreter geb. Weinberger             | Hier wohnte Fanny Rosentreter geb. Weinberger Jg. 1898 deportiert 1941 Łodz 1942 Chelmno ermordet                                                                                 |        | Eintrag auf stolpersteine-hamburg.de |
| Behnstraße 17 ·                         | Ingbert Rosentreter                           | Hier wohnte Ingbert Rosentreter Jg. 1924 deportiert 1941 Łodz 1942 Chelmno ermordet                                                                                               |        | Eintrag auf stolpersteine-hamburg.de |
| Behnstraße 17 ·                         | Samuel Rosentreter                            | Hier wohnte Samuel Rosentreter Jg. 1892 verhaftet 1938 KZ Fuhlsbüttel deportiert 1943 Auschwitz ermordet 15.2.1943                                                                |        | Eintrag auf stolpersteine-hamburg.de |
| Behnstraße 17 ·                         | Siegfried Rosentreter                         | Hier wohnte Siegfried Rosentreter Jg. 1923 deportiert 1941 Łodz ermordet |        | Eintrag auf stolpersteine-hamburg.de |
| Behnstraße 28 ·                         | Maria Rebecca Auerbach geb. Rée               | Hier wohnte Maria Rebecca Auerbach geb. Rée Jg. 1856 deportiert 1943 Theresienstadt ermordet 15.8.1943                                                                            |        | Eintrag auf stolpersteine-hamburg.de |
| Behnstraße 36 ·                         | Anna Daus                                     | Hier wohnte Anna Daus Jg. 1879 deportiert 1943 Theresienstadt 1944 Auschwitz ermordet                                                                                             |        | Eintrag auf stolpersteine-hamburg.de |
| Behnstraße 83 ·                         | Franz Lorenzen                                | Hier wohnte Franz Lorenzen Jg. 1885 eingewiesen Alsterdorfer Anstalten ermordet 13.11.1942                                                                                        |        | Eintrag auf stolpersteine-hamburg.de |
| Bei der Friedenseiche 6 ·               | Else Jacobson geb. Storch                     | Hier wohnte Else Jacobson geb. Storch Jg. 1891 deportiert 1942 Auschwitz ermordet                                                                                                 |        | Eintrag auf stolpersteine-hamburg.de |
| Bei der Friedenseiche 6 ·               | Ernst Jacobson                                | Hier wohnte Dr. Ernst Jacobson Jg. 1887 inhaftiert deportiert 1942 Auschwitz ???                                                                                                  |        | Eintrag auf stolpersteine-hamburg.de |
| Bei der Friedenseiche 6 ·               | Ruth Jacobson                                 | Hier wohnte Ruth Jacobson Jg. 1923 deportiert 1942 Auschwitz ermordet |        | Eintrag auf stolpersteine-hamburg.de |
| Bei der Johanniskirche 5 ·              | Rosa Hillelsohn geb. Ascher                   | Hier wohnte Rosa Hillelsohn geb. Ascher Jg. 1892 deportiert 1941 Minsk ermordet                                                                                                   |        | Eintrag auf stolpersteine-hamburg.de |
| Bei der Johanniskirche 5 ·              | Wolfgang David Hillelsohn                     | Hier wohnte Wolfgang David Hillelsohn Jg. 1927 deportiert 1941 Minsk ermordet |        | Eintrag auf stolpersteine-hamburg.de |
| Bernstorffstraße 71 ·                   | Lina Goldblatt geb. Goldblatt                 | Hier wohnte Lina Goldblatt geb. Goldblatt Jg. 1893 deportiert 1941 Riga 1944 Stutthof ermordet 9.8.1944                                                                           |        | Eintrag auf stolpersteine-hamburg.de |
| Bernstorffstraße 71 ·                   | Max Goldblatt                                 | Hier wohnte Max Goldblatt Jg. 1892 'Polenaktion' 1938 Bentschen/Zbaszyn zurückgekehrt Gefängnis Fuhlsbüttel Sachsenhausen ermordet 17.5.1940                                      |        | Eintrag auf stolpersteine-hamburg.de |
| Bernstorffstraße 71 ·                   | Rosa Goldblatt                                | Hier wohnte Rosa Goldblatt Jg. 1921 deportiert 1941 Riga 1944 Stutthof ermordet                                                                                                   |        | Eintrag auf stolpersteine-hamburg.de |
| Bernstorffstraße 71 ·                   | Werner Loewe                                  | Hier wohnte Werner Loewe Jg. 1913 eingewiesen 1935 Heilanstalt Neustadt 'verlegt' 9.7.1941 Bernburg ermordet 9.7.1941 'Aktion T4'                                                 |        | Eintrag auf stolpersteine-hamburg.de |
| Bernstorffstraße 71 ·                   | Lotti Weissmann geb. Grünspan                 | Hier wohnte Lotti Weissmann geb. Grünspan Jg. 1899 'Polenaktion' 1938 Bentschen/Zbaszyn deportiert 1941 Ghetto Minsk ermordet                                                     |        | Eintrag auf stolpersteine-hamburg.de |
| Bernstorffstraße 99 ·                   | Erwin Pulka                                   | Hier wohnte Erwin Pulka Jg. 1938 deportiert 1941 Łodz ermordet |        | Eintrag auf stolpersteine-hamburg.de |
| Bernstorffstraße 99 ·                   | Gerda Pulka geb. Naphtalie                    | Hier wohnte Gerda Pulka geb. Naphtalie Jg. 1921 deportiert 1941 Łodz ermordet |        | Eintrag auf stolpersteine-hamburg.de Ein weiterer Stolperstein befindet sich in Hamburg-Eppendorf.                                           |
| Bernstorffstraße 99 ·                   | Hella Pulka geb. Cuckinowski                  | Hier wohnte Hella Pulka geb. Cuckinowski Jg. 1898 deportiert 1941 Łodz ermordet                                                                                                   |        | Eintrag auf stolpersteine-hamburg.de |
| Bernstorffstraße 99 ·                   | Hermann Pulka                                 | Hier wohnte Hermann Pulka Jg. 1923 deportiert 1941 Łodz ermordet |        | Eintrag auf stolpersteine-hamburg.de (Laut dortigem Eintrag geboren 1924)                                                                    |
| Bernstorffstraße 99 ·                   | Isaak Pulka                                   | Hier wohnte Isaak Pulka Jg. 1921 deportiert 1941 Łodz ermordet |        | Eintrag auf stolpersteine-hamburg.de |
| Bernstorffstraße 99 ·                   | Markus Pulka                                  | Hier wohnte Markus Pulka Jg. 1927 deportiert 1941 Łodz ermordet |        | Eintrag auf stolpersteine-hamburg.de (Laut dortigem Eintrag geboren 1931)                                                                    |
| Bernstorffstraße 99 ·                   | Szlame Pulka                                  | Hier wohnte Szlame Pulka Jg. 1896 verhaftet 1940 KZ Fuhlsbüttel Sachsenhausen ermordet 25.6.1940                                                                                  |        | Eintrag auf stolpersteine-hamburg.de |
| Bernstorffstraße 131 ·                  | Benjamin Beck                                 | Hier wohnte Benjamin Beck Jg. 1921 'Polenaktion' 1938 Bentschen/Zbaszyn Sachsenhausen 1943 Auschwitz ermordet 17.2.1943                                                           |        | Eintrag auf stolpersteine-hamburg.de |
| Bernstorffstraße 131 ·                  | Hena Beck geb. Eisig                          | Hier wohnte Hena Beck geb. Eisig Jg. 1889 'Polenaktion' 1938 Bentschen/Zbaszyn ermordet Łodz/Litzmannstadt                                                                        |        | Eintrag auf stolpersteine-hamburg.de |
| Bernstorffstraße 131 ·                  | Markus Beck                                   | Hier wohnte Markus Beck Jg. 1887 'Polenaktion' 1938 Bentschen/Zbaszyn ermordet Łodz/Litzmannstadt                                                                                 |        | Eintrag auf stolpersteine-hamburg.de |
| Bernstorffstraße 155 ·                  | Gustav Mösing                                 | Hier wohnte Gustav Mösing Jg. 1904 mehrmals verhaftet zuletzt 1941 Wehrmachtsgefängnisse 'Frontbewährung' tot 6.10.1942 Isokumpu/Finnland                                         |        | Eintrag auf stolpersteine-hamburg.de |
| Bernstorffstraße 159 ·                  | Fella Fajgla Rotmensz geb. Zgnilek            | Hier wohnte Fella Fajgla Rotmensz geb. Zgnilek Jg. 1889 'Polenaktion' 1938 Zbaszyn ermordet in Auschwitz                                                                          |        | Eintrag auf stolpersteine-hamburg.de |
| Bernstorffstraße 159 ·                  | Gitla Gisa Rotmensz                           | Hier wohnte Gitla Gisa Rotmensz Jg. 1920 'Polenaktion' 1938 Zbaszyn ermordet in Auschwitz                                                                                         |        | Eintrag auf stolpersteine-hamburg.de |
| Bernstorffstraße 159 ·                  | Hersch Hermann Rotmensz                       | Hier wohnte Hersch Hermann Rotmensz Jg. 1888 'Polenaktion' 1938 Zbaszyn ermordet in Auschwitz                                                                                     |        | Eintrag auf stolpersteine-hamburg.de |
| Bernstorffstraße 159 ·                  | Rosa Rotmensz                                 | Hier wohnte Rosa Rotmensz Jg. 1922 'Polenaktion' 1938 Zbaszyn ermordet in Auschwitz                                                                                               |        | Eintrag auf stolpersteine-hamburg.de |
| Bernstorffstraße 161 ·                  | Anna Mathilde Adest geb. Engelberg            | Hier wohnte Anna Mathilde Adest Jg. 1888 geb. Engelberg 'Polenaktion' 1938 Bentschen/Zbaszyn ermordet im besetzten Polen                                                          |        | Eintrag auf stolpersteine-hamburg.de |
| Bernstorffstraße 161 ·                  | Mejer Meier Adest                             | Hier wohnte Mejer Meier Adest Jg. 1907 'Polenaktion' 1938 Bentschen/Zbaszyn ermordet im besetzten Polen                                                                           |        | Eintrag auf stolpersteine-hamburg.de |
| Bernstorffstraße 161 ·                  | Senta Adest                                   | Hier wohnte Senta Adest Jg. 1914 'Polenaktion' 1938 Bentschen/Zbaszyn ermordet im besetzten Polen                                                                                 |        | Eintrag auf stolpersteine-hamburg.de |
| Bernstorffstraße 161 ·                  | Pinkus Adest                                  | Hier wohnte Pinkus Adest Jg. 1887 'Polenaktion' 1938 Bentschen/Zbaszyn ermordet im besetzten Polen                                                                                |        | Eintrag auf stolpersteine-hamburg.de |
| Biernatzkistraße 14 ·                   | Eduard Duckesz                                | Hier wohnte Eduard Duckesz Jg. 1868 Flucht – Holland deportiert Auschwitz ermordet 6.3.1944                                                                                       |        | Eintrag auf stolpersteine-hamburg.de Ein weiterer Stolperstein befindet sich an der Königstraße 10a.                                         |
| Biernatzkistraße 14 ·                   | Hanna de Lange geb. Duckesz                   | Hier wohnte Hanna de Lange geb. Duckesz Jg. 1895 Flucht Holland interniert Westerbork deportiert 1943 Sobibor ermordet                                                            |        | Eintrag auf stolpersteine-hamburg.de |
| Biernatzkistraße 16 ·                   | Frieda Treuhold geb. Strauss                  | Hier wohnte Frieda Treuhold geb. Strauss Jg. 1881 deportiert 1941 ermordet in Auschwitz                                                                                           |        | Eintrag auf stolpersteine-hamburg.de |
| Biernatzkistraße 16 ·                   | Moritz Treuhold                               | Hier wohnte Moritz Treuhold Jg. 1880 deportiert 1942 ermordet in Auschwitz |        | Eintrag auf stolpersteine-hamburg.de |
| Billrothstraße 56 ·                     | Hans Klietz                                   | Hier wohnte Hans Klietz Jg. 1906 eingewiesen 1927 Heilanstalt Neustadt 'verlegt' 20.5.1941 Bernburg ermordet 20.5.1941 'Aktion T4'                                                |        | Eintrag auf stolpersteine-hamburg.de |
| Billrothstraße 56 ·                     | Hermann Klietz                                | Hier wohnte Hermann Klietz Jg. 1865 eingewiesen Heilanstalt Langenhorn 'verlegt' 17.10.1941 Heilanstalt Ilten ermordet 8.6.1942                                                   |        | Eintrag auf stolpersteine-hamburg.de |
| Billrothstraße 56 ·                     | Clara Schwarzbaum geb. Kaminska               | Hier wohnte Clara Schwarzbaum geb. Kaminska Jg. 1887 'Polenaktion' 1938 Bentschen/Zbaszyn ermordet im besetzten Polen                                                             |        | Eintrag auf stolpersteine-hamburg.de |
| Billrothstraße 56 ·                     | David Schwarzbaum                             | Hier wohnte David Schwarzbaum Jg. 1915 'Polenaktion' 1938 Bentschen/Zbaszyn zurückgekehrt 1940 Sachsenhausen Dachau, Neuengamme ermordet 26.6.1942                                |        | Eintrag auf stolpersteine-hamburg.de |
| Blücherstraße 8 ·                       | Hugo Ludwig                                   | Hier wohnte Hugo Ludwig Jg. 1907 mehrmals verhaftet 1941 KZ Fuhlsbüttel Lager Neusustrum ermordet 6.12.1942                                                                       |        | Eintrag auf stolpersteine-hamburg.de |
| Blücherstraße 24 ·                      | Emil Friedrich Albrecht                       | Hier wohnte Emil Friedrich Albrecht Jg. 1889 eingewiesen 1916 Heilanstalt Altona 'verlegt' 9.7.1941 Bernburg ermordet 9.7.1941 'Aktion T4'                                        |        | Eintrag auf stolpersteine-hamburg.de |
| Breite Straße Ecke Pepermölenbek ·      | Denny Kargauer                                | Hier wohnte Denny Kargauer Jg. 1940 deportiert 1941 Łodz ermordet 19.2.1942 |        | Eintrag auf stolpersteine-hamburg.de |
| Breite Straße Ecke Pepermölenbek ·      | Egon Samuel Kargauer                          | Hier wohnte Egon Samuel Kargauer Jg. 1914 deportiert 1941 Łodz ermordet 1942 in Chelmno                                                                                           |        | Eintrag auf stolpersteine-hamburg.de |
| Breite Straße Ecke Pepermölenbek ·      | Judis Kargauer                                | Hier wohnte Judis Kargauer Jg. 1939 deportiert 1941 Łodz ermordet 1942 in Chelmno                                                                                                 |        | Eintrag auf stolpersteine-hamburg.de |
| Breite Straße Ecke Pepermölenbek ·      | Regina Kargauer geb. Finkelstein              | Hier wohnte Regina Kargauer geb. Finkelstein Jg. 1915 deportiert 1941 Łodz ermordet 18.2.1942                                                                                     |        | Eintrag auf stolpersteine-hamburg.de |
| Breite Straße Ecke Kirchenstraße ·      | Adele Cohen geb. Tannenwald                   | Hier wohnte Adele Cohen geb. Tannenwald Jg. 1907 deportiert 1942 Theresienstadt 1944 Auschwitz ermordet                                                                           |        | Eintrag auf stolpersteine-hamburg.de |
| Breite Straße Ecke Kirchenstraße ·      | Betty Cohen                                   | Hier wohnte Betty Cohen Jg. 1936 deportiert 1942 Theresienstadt 1944 Auschwitz ermordet                                                                                           |        | Eintrag auf stolpersteine-hamburg.de |
| Breite Straße Ecke Kirchenstraße ·      | Daniel Leo Cohen                              | Hier wohnte Daniel Leo Cohen Jg. 1935 deportiert 1942 Theresienstadt 1944 Auschwitz ermordet                                                                                      |        | Eintrag auf stolpersteine-hamburg.de |
| Breite Straße Ecke Kirchenstraße ·      | Leon Daniel Cohen                             | Hier wohnte Leon Daniel Cohen Jg. 1893 deportiert 1942 Theresienstadt 1944 Auschwitz ermordet                                                                                     |        | Eintrag auf stolpersteine-hamburg.de |
| Breite Straße Ecke Kirchenstraße ·      | Erwin Mattio                                  | Hier wohnte Erwin Mattio Jg. 1920 deportiert 1941 Łodz/Litzmannstadt ermordet 3.5.1942                                                                                            |        | Eintrag auf stolpersteine-hamburg.de |
| Breite Straße Ecke Kirchenstraße ·      | Nanny Mattio geb. Rosenberger                 | Hier wohnte Nanny Mattio geb. Rosenberger Jg. 1894 deportiert 1941 Łodz/Litzmannstadt ermordet 12.4.1942                                                                          |        | Eintrag auf stolpersteine-hamburg.de |
| Breite Straße 56 ·                      | Berta Franken                                 | Hier wohnte Berta Franken Jg. 1936 deportiert 1941 ermordet in Minsk |        | Eintrag auf stolpersteine-hamburg.de |
| Breite Straße 56 ·                      | Joachim Franken                               | Hier wohnte Joachim Franken Jg. 1932 deportiert 1941 ermordet in Minsk |        | Eintrag auf stolpersteine-hamburg.de |
| Breite Straße 56 ·                      | Isidora Franken geb. Meyer                    | Hier wohnte Isidora Franken geb. Meyer Jg. 1910 deportiert 1941 ermordet in Minsk                                                                                                 |        | Eintrag auf stolpersteine-hamburg.de |
| Breite Straße 56 ·                      | Salomon Franken                               | Hier wohnte Salomon Franken Jg. 1903 deportiert 1941 Minsk ermordet |        | Eintrag auf stolpersteine-hamburg.de |
| Breite Straße 56 ·                      | Caecilie Meyer geb. Haase                     | Hier wohnte Caecilie Meyer geb. Haase Jg. 1884 deportiert 1941 ermordet in Minsk                                                                                                  |        | Eintrag auf stolpersteine-hamburg.de |
| Breite Straße 56 ·                      | Thorwald Meyer                                | Hier wohnte Thorwald Meyer Jg. 1919 eingewiesen 1940 Heilanstalt Langenhorn 'verlegt' 23.9.1940 Brandenburg ermordet 23.9.1940 'Aktion T4'                                        |        | Eintrag auf stolpersteine-hamburg.de |
| Breite Straße 56 ·                      | Ursel Meyer                                   | Hier wohnte Ursel Meyer Jg. 1919 deportiert 1941 ermordet in Minsk |        | Eintrag auf stolpersteine-hamburg.de |
| Breite Straße 120 ·                     | Henry Möbius                                  | Hier wohnte Henry Möbius Jg. 1902 inhaftiert 1937–1939 KZ Fuhlsbüttel Sachsenhausen ermordet 1.7.1941                                                                             |        | Eintrag auf stolpersteine-hamburg.de |
| Carsten-Rehder-Straße 50 ·              | Louis Victor                                  | Hier wohnte Louis Victor Jg. 1883 'Schutzhaft' 1938 Sachsenhausen deportiert 1942 ermordet in Auschwitz                                                                           |        | Eintrag auf stolpersteine-hamburg.de |
| Carsten-Rehder-Straße 50 ·              | Rosa Victor geb. Abrahamsohn                  | Hier wohnte Rosa Victor geb. Abrahamsohn Jg. 1882 deportiert 1942 ermordet in Auschwitz                                                                                           |        | Eintrag auf stolpersteine-hamburg.de |
| Chemnitzstraße 2–4 Ecke Holstenstraße · | Bertha Pasternak geb. Pasternak               | Hier wohnte Bertha Pasternak geb. Pasternak Jg. 1899 'Polenaktion' 1938 Bentschen/Zbaszyn ermordet im besetzten Polen                                                             |        | Eintrag auf stolpersteine-hamburg.de |
| Chemnitzstraße 2–4 Ecke Holstenstraße · | Ester Pasternak                               | Hier wohnte Ester Pasternak Jg. 1930 'Polenaktion' 1938 Bentschen/Zbaszyn ermordet im besetzten Polen                                                                             |        | Eintrag auf stolpersteine-hamburg.de |
| Chemnitzstraße 2–4 Ecke Holstenstraße · | Fanny Pasternak                               | Hier wohnte Fanny Pasternak Jg. 1926 'Polenaktion' 1938 Bentschen/Zbaszyn ermordet im besetzten Polen                                                                             |        | Eintrag auf stolpersteine-hamburg.de |
| Chemnitzstraße 2–4 Ecke Holstenstraße · | Josef Pasternak                               | Hier wohnte Josef Pasternak Jg. 1899 'Polenaktion' 1938 Bentschen/Zbaszyn ermordet im besetzten Polen                                                                             |        | Eintrag auf stolpersteine-hamburg.de |
| Chemnitzstraße 80 ·                     | Helene Auguste Kienast geb. Rosteck           | Hier wohnte Helene Auguste Kienast geb. Rosteck Jg. 1884 Zeugin Jehovas verhaftet 7.12.1937 Gefängnis Fuhlsbüttel Ravensbrück ermordet 8.3.1944                                   |        | Eintrag auf stolpersteine-hamburg.de |
| Chemnitzstraße 108 ·                    | Erich de Giske                                | Hier wohnte Erich de Giske Jg. 1904 illegaler Grenzübertritt 1943 Frankreich verhaftet/'Fahnenflucht' Todesurteil 20.7.1944 erschossen 5.8.1944 Neuengamme                        |        | Eintrag auf stolpersteine-hamburg.de |
| Dohrnweg 4 ·                            | Walter Eschrich                               | Hier wohnte Walter Eschrich Jg. 1910 verhaftet 20.8.1941 Sachsenhausen Dachau ermordet 13.7.1942                                                                                  |        | Eintrag auf stolpersteine-hamburg.de |
| Esmarchstraße 74 ·                      | Anton Wohinz                                  | Hier wohnte Anton Wohinz Jg. 1910 verhaftet 1935 'Vorbereitung zum Hochverrat' mehrere Haftanstalten 1940 KZ Fuhlsbüttel tot 16.2.1943 Umstände nie geklärt                       |        | Eintrag auf stolpersteine-hamburg.de Ein weiterer Stolperstein befindet sich in Hamburg-St. Georg.                                           |
| Gademannstraße Ecke Struenseestraße ·   | Selma Henschel geb. Fröhlich                  | Hier wohnte Selma Henschel geb. Fröhlich Jg. 1870 deportiert 1941 ermordet in Minsk                                                                                               |        | Eintrag auf stolpersteine-hamburg.de |
| Gademannstraße Ecke Struenseestraße ·   | Betty Rosenberger                             | Hier wohnte Betty Rosenberger Jg. 1900 deportiert 1941 ermordet in Minsk |        | Eintrag auf stolpersteine-hamburg.de |
| Gademannstraße Ecke Struenseestraße ·   | Max Rosenberger                               | Hier wohnte Max Rosenberger Jg. 1897 deportiert 1941 ermordet in Łodz/Litzmannstadt                                                                                               |        | Eintrag auf stolpersteine-hamburg.de |
| Gilbertstraße 62 ·                      | Otto Jaeger                                   | Hier wohnte Otto Jaeger Jg. 1907 inhaftiert 1938–1941 KZ Fuhlsbüttel 1941 Neuengamme ermordet 3.5.1945                                                                            |        | Eintrag auf stolpersteine-hamburg.de |
| Gilbertstraße 69 ·                      | Wilhelm Wendorf                               | Hier wohnte Wilhelm Wendorf Jg. 1901 verhaftet 1936 und 39 KZ Fuhlsbüttel ermordet 26.1.1942 Sachsenhausen                                                                        |        | Eintrag auf stolpersteine-hamburg.de |
| Gilbertstraße 82 ·                      | Arno Kubig                                    | Hier wohnte Arno Kubig Jg. 1880 verhaftet 1937/39/41 KZ Fuhlsbüttel Neuengamme ermordet 9.5.1942                                                                                  |        | Eintrag auf stolpersteine-hamburg.de |
| Goethestraße 37 ·                       | Carla Sommer                                  | Hier wohnte Carla Sommer Jg. 1923 deportiert 1941 Minsk ermordet |        | Eintrag auf stolpersteine-hamburg.de |
| Goethestraße 37 ·                       | Hermann Sommer                                | Hier wohnte Hermann Sommer Jg. 1892 deportiert 1941 Minsk ermordet |        | Eintrag auf stolpersteine-hamburg.de |
| Goethestraße 37 ·                       | Jeanette Sommer geb. Pinkusson                | Hier wohnte Jeanette Sommer geb. Pinkusson Jg. 1894 deportiert 1941 Minsk ermordet                                                                                                |        | Eintrag auf stolpersteine-hamburg.de |
| Goethestraße 37 ·                       | Rita Sommer                                   | Hier wohnte Rita Sommer Jg. 1922 deportiert 1941 Minsk ermordet |        | Eintrag auf stolpersteine-hamburg.de |
| Große Bergstraße 219 ·                  | Maria A. Chrupalla                            | Hier wohnte Maria A. Chrupalla Zeugin Jehovas Jg. 1887 verhaftet KZ Ravensbrück Bernburg ermordet 6.2.1942                                                                        |        | Eintrag auf stolpersteine-hamburg.de Stein liegt in der Pflastereinfassung des Baumes vor dem Haus                                           |
| Große Bergstraße 219 ·                  | Paul J. Chrupalla                             | Hier wohnte Paul J. Chrupalla Zeuge Jehovas Jg. 1899 10 Jahre KZ-Haft befreit 1945                                                                                                |        | Eintrag auf stolpersteine-hamburg.de Stein liegt in der Pflastereinfassung des Baumes vor dem Haus                                           |
| Große Bergstraße 250 ·                  | Elias Karp                                    | Elias Karp Jg. 1909 Flucht 1934 interniert Drancy deportiert 1942 ermordet in Auschwitz                                                                                           |        | Eintrag auf stolpersteine-hamburg.de |
| Große Bergstraße 250 ·                  | Henny Karp geb. Simon                         | Hier wohnte Henny Karp geb. Simon Jg. 1873 deportiert 1942 Theresienstadt ermordet 1.3.1944                                                                                       |        | Eintrag auf stolpersteine-hamburg.de |
| Große Bergstraße 250 ·                  | Josef Karp                                    | Josef Karp Jg. 1912 Schicksal unbekannt |        | Eintrag auf stolpersteine-hamburg.de |
| Große Elbstraße 7 ·                     | Regine Victor                                 | Hier wohnte Regine Victor Jg. 1880 eingewiesen 1940 Heilanstalt Langenhorn 'verlegt' 23.9.1940 Brandenburg ermordet 23.9.1940 'Aktion T4'                                         |        | Eintrag auf stolpersteine-hamburg.de |
| Große Elbstraße 7 ·                     | Sally Victor                                  | Hier wohnte Sally Victor Jg. 1888 eingewiesen 1940 Heilanstalt Langenhorn 'verlegt' 23.9.1940 Brandenburg ermordet 23.9.1940 'Aktion T4'                                          |        | Eintrag auf stolpersteine-hamburg.de |
| Hamburger Hochstraße 2 ·                | Bertha Seidner geb. Lefkowits                 | Hier wohnte Bertha Seidner geb. Lefkowits Jg. 1886 'Polenaktion' 1938 Bentschen/Zbaszyn ermordet im besetzten Polen                                                               |        | Eintrag auf stolpersteine-hamburg.de |
| Hamburger Hochstraße 2 ·                | Salomon Seidner                               | Hier wohnte Salomon Seidner Jg. 1885 'Polenaktion' 1938 Bentschen/Zbaszyn ermordet im besetzten Polen                                                                             |        | Eintrag auf stolpersteine-hamburg.de |
| Hamburger Hochstraße 19 ·               | Ernst Knappe                                  | Hier wohnte Ernst Knappe Jg. 1881 verhaftet 1936 und 38 KZ Fuhlsbüttel ermordet 11.7.1941 Sachsenhausen                                                                           |        | Eintrag auf stolpersteine-hamburg.de |
| Hexenberg 4 ·                           | Maria Fränkel geb. Seidner                    | Hier wohnte Maria Fränkel geb. Seidner Jg. 1874 gedemütigt/entrechtet Flucht in den Tod 7. Okt. 1941                                                                              |        | Eintrag auf stolpersteine-hamburg.de |
| Holstenstraße 2 ·                       | Abraham Grünfeld                              | Hier wohnte Abraham Grünfeld Jg. 1896 'Polenaktion' 1938 Bentschen/Zbaszyn deportiert 1942 ermordet in Auschwitz                                                                  |        | Eintrag auf stolpersteine-hamburg.de |
| Holstenstraße 2 ·                       | Alex Benno Grünfeld                           | Hier wohnte Alex Benno Grünfeld Jg. 1923 'Polenaktion' 1938 Bentschen/Zbaszyn ermordet in Auschwitz                                                                               |        | Eintrag auf stolpersteine-hamburg.de |
| Holstenstraße 2 ·                       | Anni Gertrud Grünfeld                         | Hier wohnte Anni Gertrud Grünfeld Jg. 1925 'Polenaktion' 1938 Bentschen/Zbaszyn tot 1943                                                                                          |        | Eintrag auf stolpersteine-hamburg.de |
| Holstenstraße 2 ·                       | Fanny Sara Grünfeld                           | Hier wohnte Fanny Sara Grünfeld Jg. 1922 'Polenaktion' 1938 Bentschen/Zbaszyn deportiert 1943 ermordet in Auschwitz                                                               |        | Eintrag auf stolpersteine-hamburg.de |
| Holstenstraße 2 ·                       | Hilde Grünfeld                                | Hier wohnte Hilde Grünfeld Jg. 1929 'Polenaktion' 1938 Bentschen/Zbaszyn ermordet in Auschwitz                                                                                    |        | Eintrag auf stolpersteine-hamburg.de |
| Holstenstraße 2 ·                       | Lotte Grünfeld                                | Hier wohnte Lotte Grünfeld Jg. 1926 'Polenaktion' 1938 Bentschen/Zbaszyn 1939 Lager Sosnowice 1942 Groß-Rosen Kommando Oberaltstadt befreit                                       |        | Eintrag auf stolpersteine-hamburg.de |
| Holstenstraße 2 ·                       | Masza Martha Grünfeld geb. Abramowicz         | Hier wohnte Masza Martha Grünfeld geb. Abramowicz Jg. 1898 'Polenaktion' 1938 Bentschen/Zbaszyn deportiert 1943 ermordet in Auschwitz                                             |        | Eintrag auf stolpersteine-hamburg.de |
| Holstenstraße 111 ·                     | Kurt Otto Hertel                              | Hier wohnte Kurt Otto Hertel Jg. 1900 verhaftet 1.4.1936 'unangepasstes Verhalten' Gefängnis Oslebshausen Gefängnis Rendsburg Neuengamme ermordet 13.1.1943                       |        | Eintrag auf stolpersteine-hamburg.de |
| Holstenstraße 114 ·                     | Hannelore Scholz                              | Hier wohnte Hannelore Scholz geb. 18.5.1943 eingewiesen ehem. Kinderkrankenhaus Rothenburgsort ermordet 5.4.1945                                                                  |        | Eintrag auf stolpersteine-hamburg.de |
| Jessenstraße 1 ·                        | Französische Zwangsarbeiter                   | 25. Juli 1943 Bomben auf Hamburg Diese Zwangsarbeiter aus der Vendee/Frankreich sterben                                                                                           |        | |
| Jessenstraße 1 ·                        | Daniel Boutin                                 | Er lebte in Fontenay le Comte Daniel Boutin Jg. 1922 |        | Eintrag auf stolpersteine-hamburg.de |
| Jessenstraße 1 ·                        | Camille Charpentier                           | Er lebte in Longeves Camille Charpentier Jg. 1922 |        | Eintrag auf stolpersteine-hamburg.de |
| Jessenstraße 1 ·                        | Rene Deau                                     | Er lebte in Beaulieu sous la Roche Rene Deau Jg. 1921 |        | Eintrag auf stolpersteine-hamburg.de |
| Jessenstraße 1 ·                        | Marcel Jaulin                                 | Er lebte in Beaulieu sous la Roche Marcel Jaulin Jg. 1921 |        | Eintrag auf stolpersteine-hamburg.de |
| Jessenstraße 1 ·                        | Alexandre Lambert                             | Er lebte in L’Aiguillon sur Mer Alexandre Lambert Jg. 1921 |        | Eintrag auf stolpersteine-hamburg.de |
| Jessenstraße 1 ·                        | Andre Leger                                   | Er lebte in Fontenay le Comte Andre Leger Jg. 1922 |        | Eintrag auf stolpersteine-hamburg.de |
| Jessenstraße 1 ·                        | Hilaire Mars                                  | Er lebte in Bourneau Hilaire Mars Jg. 1922 |        | Eintrag auf stolpersteine-hamburg.de |
| Jessenstraße 1 ·                        | Guy Mercier                                   | Er lebte in Nieul sur l’Autize Guy Mercier Jg. 1921 |        | Eintrag auf stolpersteine-hamburg.de |
| Jessenstraße 1 ·                        | Rene Paris                                    | Er lebte in L’Aiguillon sur Mer Rene Paris Jg. 1921 |        | Eintrag auf stolpersteine-hamburg.de |
| Jessenstraße 1 ·                        | Pierre Rambaud                                | Er lebte in Fontaines Pierre Rambaud Jg. 1922 |        | Eintrag auf stolpersteine-hamburg.de |
| Jessenstraße 1 ·                        | Jean Rossignol                                | Er lebte in L’Aiguillon sur Mer Jean Rossignol Jg. 1921 Bombardierung überlebt tot an Typhus 10.4.1944                                                                            |        | Eintrag auf stolpersteine-hamburg.de |
| Jessenstraße 1 ·                        | Roger Roulland                                | Er lebte in L’Aiguillon sur Mer Roger Roulland Jg. 1921 |        | Eintrag auf stolpersteine-hamburg.de |
| Jessenstraße 1 ·                        | Pierre Trillaud                               | Er lebte in Mervent Pierre Trillaud Jg. 1922 |        | Eintrag auf stolpersteine-hamburg.de |
| Karl-Wolff-Straße 3 ·                   | August Postler                                | Hier wohnte August Postler Jg. 1907 verhaftet KZ Fuhlsbüttel ermordet 14.3.1934                                                                                                   |        | Eintrag auf stolpersteine-hamburg.de Ein weiterer Stolperstein befindet sich in Hamburg-Rothenburgsort.                                      |
| Kirchenstraße 5 ·                       | Gertrud Hirsch geb. Mallachow                 | Hier wohnte Gertrud Hirsch geb. Mallachow Jg. 1865 deportiert 1942 Theresienstadt ermordet 3.8.1942                                                                               |        | Eintrag auf stolpersteine-hamburg.de |
| Kirchenstraße 5 ·                       | Betty Levy geb. Koppel                        | Hier wohnte Betty Levy geb. Koppel Jg. 1891 deportiert 1941 ermordet in Riga |        | Eintrag auf stolpersteine-hamburg.de |
| Kirchenstraße 5 ·                       | Julius Levy                                   | Hier wohnte Julius Levy Jg. 1875 deportiert 1941 ermordet in Riga |        | Eintrag auf stolpersteine-hamburg.de |
| Kirchenstraße Ecke Königstraße ·        | Daniel Braun                                  | Hier wohnte Daniel Braun Jg. 1893 deportiert 1941 Minsk ermordet |        | Eintrag auf stolpersteine-hamburg.de |
| Kirchenstraße Ecke Königstraße ·        | Therese Braun geb. Nissensohn                 | Hier wohnte Therese Braun geb. Nissensohn Jg. 1897 deportiert 1941 Minsk ermordet                                                                                                 |        | Eintrag auf stolpersteine-hamburg.de |
| Königstraße 10a ·                       | Eduard Duckesz                                | Hier forschte Eduard Duckesz Rabbiner Jg. 1868 Flucht 1938 Holland interniert Westerbork deportiert 1943 Auschwitz ermordet 6.3.1944                                              |        | Eintrag auf stolpersteine-hamburg.de Ein weiterer Stolperstein befindet sich an der Biernatzkistraße 14.                                     |
| Königstraße 15 ·                        | Albert Jahnke                                 | Hier wohnte Albert Jahnke Jg. 1886 verhaftet 1939/1941 KZ Neuengamme ermordet 21.11.1943 Aussenlager Salzgitter                                                                   |        | Eintrag auf stolpersteine-hamburg.de |
| Königstraße 32 ·                        | Ewald Marcus                                  | Hier wohnte Ewald Marcus Jg. 1934 deportiert 1943 Theresienstadt 1944 Auschwitz ermordet                                                                                          |        | Eintrag auf stolpersteine-hamburg.de |
| Königstraße 32 ·                        | Julius Marcus                                 | Hier wohnte Julius Marcus Jg. 1901 verhaftet 1939 KZ Fuhlsbüttel Zuchthaus Celle Sachsenhausen 1940 Dachau ermordet 17.10.1940                                                    |        | Eintrag auf stolpersteine-hamburg.de |
| Lahrmannstraße 8 ·                      | Georg Oldenburg                               | Hier wohnte Georg Oldenburg Jg. 1902 im Widerstand verhaftet 9.9.1939 Sachsenhausen Gross-Rosen, Dachau 'verlegt' 16.2.1942 Hartheim ermordet 16.2.1942                           |        | Eintrag auf stolpersteine-hamburg.de |
| Lange Straße 20 ·                       | Rolf Hink                                     | Hier wohnte Rolf Hink Jg. 1922 eingewiesen 1938 Alsterdorfer Anstalten ‚verlegt‘ 28.7.1941 Heilanstalt Langenhorn 27.11.1941 ‚Heilanstalt‘ Tiegenhof/Gniezno ermordet 7.8.1942    |        | Eintrag auf stolpersteine-hamburg.de |
| Lange Straße 23 ·                       | Alfred Beckmann                               | Hier wohnte Alfred Beckmann Jg. 1904 ermordet 13.5.1943 Heilanstalt Meseritz-Obrawalde                                                                                            |        | Eintrag auf stolpersteine-hamburg.de |
| Mörkenstraße 4 ·                        | Kurt Berlin                                   | Hier wohnte Kurt Berlin Jg. 1920 deportiert 1941 Minsk ermordet |        | Eintrag auf stolpersteine-hamburg.de |
| Mörkenstraße 4 ·                        | Dora Loschinski geb. Sacharewitz verw. Berlin | Hier wohnte Dora Loschinski geb. Sacharewitz verw. Berlin Jg. 1892 deportiert 1941 Minsk ermordet                                                                                 |        | Eintrag auf stolpersteine-hamburg.de |
| Mörkenstraße 4 ·                        | Georg Loschinski                              | Hier wohnte Georg Loschinski Jg. 1891 deportiert 1941 Minsk ermordet |        | Eintrag auf stolpersteine-hamburg.de |
| Museumstraße 18 ·                       | Günther Brann                                 | Hier wohnte Dr. Günther Brann Jg. 1892 Flucht 1939 Holland interniert Westerbork deportiert 1944 Theresienstadt Auschwitz ermordet 30.10.1944                                     |        | Eintrag auf stolpersteine-hamburg.de Ein weiterer Stolperstein – mit abweichenden Lebensdaten – befindet sich in Hamburg-Ottensen.           |
| Museumstraße 18 ·                       | Lilli Brann geb. Appel                        | Hier wohnte Lilli Brann geb. Appel Jg. 1898 Flucht 1939 Holland interniert Westerbork deportiert 1944 Theresienstadt Auschwitz ermordet                                           |        | Eintrag auf stolpersteine-hamburg.de |
| Nobistor 28 ·                           | Ingeborg Asser                                | Hier wohnte Ingeborg Asser Jg. 1910 deportiert 1943 Theresienstadt 1944 Auschwitz ermordet in Stutthof                                                                            |        | Eintrag auf stolpersteine-hamburg.de |
| Nobistor 28 ·                           | Moritz Asser                                  | Hier wohnte Moritz Asser Jg. 1899 verhaftet 1939 KZ Fuhlsbüttel Zuchthaus Fuhlsbüttel deportiert 1941 ermordet in Minsk                                                           |        | Eintrag auf stolpersteine-hamburg.de |
| Nobistor 28 ·                           | Elise Schlachter                              | Hier wohnte Elise Schlachter Jg. 1895 deportiert 1941 Riga ermordet |        | Eintrag auf stolpersteine-hamburg.de |
| Nobistor 37 ·                           | Leo Smechow                                   | Hier wohnte Leo Smechow Jg. 1912 verhaftet 7.11.1935 Gefängnis Altona entlassen Juli 1936 Flucht 1936 Uruguay                                                                     |        | Smechow wurde wegen sogenannter Rassenschande zu neun Monaten Gefängnis verurteilt. Das Unrechtsurteil wurde am 7. November 2023 aufgehoben. |
| Palmaille 1 ·                           | Bertha Hecht                                  | Hier wohnte Bertha Hecht Jg. 1895 eingewiesen 1940 Heilanstalt Langenhorn 'verlegt' 23.9.1940 Brandenburg ermordet 23.9.1940 'Aktion T4'                                          |        | Eintrag auf stolpersteine-hamburg.de |
| Palmaille 9 ·                           | Harriet Hollander                             | Hier wohnte Harriet Hollander Jg. 1888 deportiert 1941 Riga ermordet |        | Eintrag auf stolpersteine-hamburg.de |
| Palmaille 9 ·                           | Jesaias Gotthelf Hollander                    | Hier wohnte Jesaias Gotthelf Hollander Jg. 1886 'Schutzhaft' 1938 Sachsenhausen deportiert 1941 Riga ermordet                                                                     |        | Eintrag auf stolpersteine-hamburg.de |
| Palmaille 9 ·                           | Rebecca Levy geb. Hollander                   | Hier wohnte Rebecca Levy geb. Hollander Jg. 1882 deportiert 1941 Riga ermordet |        | Eintrag auf stolpersteine-hamburg.de |
| Palmaille 25 ·                          | Margarete Lichtheim geb. Monasch              | Hier wohnte Margarete Lichtheim geb. Monasch Jg. 1881 deportiert 1941 Łodz ermordet in Chelmno                                                                                    |        | Eintrag auf stolpersteine-hamburg.de |
| Palmaille 25 ·                          | Walter Lichtheim                              | Hier wohnte Walter Lichtheim Jg. 1919 deportiert 1941 Łodz ermordet 1942 in Chelmno                                                                                               |        | Eintrag auf stolpersteine-hamburg.de |
| Palmaille 25 ·                          | Gertrud Monasch                               | Hier wohnte Gertrud Monasch Jg. 1878 deportiert 1941 Łodz weiterdeportiert 1942 ???                                                                                               |        | Eintrag auf stolpersteine-hamburg.de |
| Palmaille 108 ·                         | Maria Warburg                                 | Hier wohnte Maria Warburg Jg. 1896 eingewiesen 1940 Heilanstalt Langenhorn 'verlegt' 23.9.1940 Brandenburg ermordet 23.9.1940 'Aktion T4'                                         |        | Eintrag auf stolpersteine-hamburg.de |
| Paulsenplatz 9 ·                        | Abraham Gutfreund                             | Hier wohnte Abraham Gutfreund Jg. 1929 'Polenaktion' 1938 Bentschen/Zbaszyn Zwangsarbeit 1942 Lager Tarnow ermordet                                                               |        | Eintrag auf stolpersteine-hamburg.de |
| Paulsenplatz 9 ·                        | Chaskel Oskar Gutfreund                       | Hier wohnte Chaskel Oskar Gutfreund Jg. 1907 Flucht 1939 Belgien/Frankreich interniert Mechelen deportiert 1943 ermordet in Auschwitz                                             |        | Eintrag auf stolpersteine-hamburg.de |
| Paulsenplatz 9 ·                        | Ester Gutfreund geb. Gruner                   | Hier wohnte Ester Gutfreund geb. Gruner Jg. 1906 'Polenaktion' 1938 Bentschen/Zbaszyn Zwangsarbeit 1942 Lager Tarnow ermordet                                                     |        | Eintrag auf stolpersteine-hamburg.de |
| Paulsenplatz 9 ·                        | Jakob Gutfreund                               | Hier wohnte Jakob Gutfreund Jg. 1904 'Polenaktion' 1938 Bentschen/Zbaszyn Zwangsarbeit 1942 Lager Tarnow ermordet                                                                 |        | Eintrag auf stolpersteine-hamburg.de |
| Paulsenplatz 9 ·                        | Senta Gutfreund                               | Hier wohnte Senta Gutfreund Jg. 1931 'Polenaktion' 1938 Bentschen/Zbaszyn Zwangsarbeit 1942 Lager Tarnow ermordet                                                                 |        | Eintrag auf stolpersteine-hamburg.de |
| Paulsenplatz 9 ·                        | Simon Gutfreund                               | Hier wohnte Simon Gutfreund Jg. 1924 'Polenaktion' 1938 Bentschen/Zbaszyn Zwangsarbeit 1942 Lager Tarnow ermordet                                                                 |        | Eintrag auf stolpersteine-hamburg.de |
| Pepermölenbek ·                         | John Kugelmann                                | Hier wohnte John Kugelmann Jg. 1884 deportiert 1943 Theresienstadt tot 7.5.1943                                                                                                   |        | Eintrag auf stolpersteine-hamburg.de |
| Pepermölenbek 2 ·                       | Paul Meilicke                                 | Hier wohnte Paul Meilicke Jg. 1893 verhaftet 1940/41 KZ Fuhlsbüttel KZ Neuengamme ermordet 6.1.1943                                                                               |        | Eintrag auf stolpersteine-hamburg.de |
| Platz der Republik 6 ·                  | Georg Heymann                                 | Hier arbeitete Georg Heymann Jg. 1876 verfolgt, gedemütigt entrechtet tot 2.4.1936                                                                                                |        | Eintrag auf stolpersteine-hamburg.de |
| Scheplerstraße 80 ·                     | Emil Theodor Hans Wendt                       | Hier wohnte Emil Theodor Hans Wendt Jg. 1895 verhaftet 1932 'Altonaer Blutsonntag' 1933 Emslager Papenburg 1937 Zuchthaus Fuhlsbüttel 1943 Zuchthaus Waldheim ermordet 26.10.1944 |        | Eintrag auf stolpersteine-hamburg.de |
| Schillerstraße 13 ·                     | Marianne Sterrn                               | Hier wohnte Marianne Sterrn Jg. 1875 deportiert 1942 Theresienstadt 1942 Treblinka ermordet                                                                                       |        | Eintrag auf stolpersteine-hamburg.de |
| Schillerstraße 13 ·                     | Sophie Sterrn                                 | Hier wohnte Sophie Sterrn Jg. 1870 deportiert 1942 Theresienstadt 1942 Treblinka ermordet                                                                                         |        | Eintrag auf stolpersteine-hamburg.de |
| Schmarjestraße 6 ·                      | Berta Leider geb. Kleinberger                 | Hier wohnte Berta Leider geb. Kleinberger Jg. 1890 deportiert 1941 ermordet in Riga                                                                                               |        | Eintrag auf stolpersteine-hamburg.de |
| Schmarjestraße 6 ·                      | Lina Leider                                   | Hier wohnte Lina Leider Jg. 1930 deportiert 1941 ermordet in Riga |        | Eintrag auf stolpersteine-hamburg.de |
| Schumacherstraße 52 ·                   | Julius Gottschalk                             | Hier wohnte Julius Gottschalk Jg. 1930 eingewiesen 1938 Alsterdorfer Anstalten 'verlegt' 1943 Heilanstalt Mainkofen ermordet 7.5.1945                                             |        | Eintrag auf stolpersteine-hamburg.de |
| Steinheimplatz 6 ·                      | Madel Mathilde Brüggemeyer geb. Gans          | Hier wohnte Madel Mathilde Brüggemeyer geb. Gans Jg. 1881 verhaftet 18.4.1941 942 Ravensbrück deportiert Auschwitz ermordet 8.10.1942                                             |        | Eintrag auf stolpersteine-hamburg.de |
| Steinheimplatz 6 ·                      | Marinus Mundt                                 | Hier wohnte Marinus Mundt Jg. 1904 desertiert/verhaftet Gericht der Division Nr. 190 verurteilt 7.4.1944 hingerichtet 1.8.1944 Rahlstedt-Höltingbaum                              |        | Eintrag auf stolpersteine-hamburg.de |
| Stresemannstraße 60 ·                   | Benno Baner                                   | Hier wohnte Benno Baner Jg. 1919 'Polenaktion' 1938 Bentschen/Zbaszyn ermordet im besetzten Polen                                                                                 |        | Eintrag auf stolpersteine-hamburg.de |
| Stresemannstraße 60 ·                   | Gittel Baner geb. Treissek                    | Hier wohnte Gittel Baner geb. Treissek Jg. 1888 deportiert 1942 ermordet in Auschwitz                                                                                             |        | Eintrag auf stolpersteine-hamburg.de |
| Stresemannstraße 60 ·                   | Josef Baner                                   | Hier wohnte Josef Baner Jg. 1886 'Polenaktion' 1938 Bentschen/Zbaszyn ermordet im besetzten Polen                                                                                 |        | Eintrag auf stolpersteine-hamburg.de |
| Stresemannstraße 78 ·                   | Joseph Goldmann                               | Hier wohnte Joseph Goldmann Jg. 1866 deportiert 1943 Theresienstadt ermordet 17.5.1943                                                                                            |        | Eintrag auf stolpersteine-hamburg.de |
| Stresemannstraße 90 ·                   | Aron Szykman                                  | Hier wohnte Aron Szykman Jg. 1891 'Polenaktion' 1938 Bentschen/Zbaszyn ermordet 20.10.1942 Łodz/Litzmannstadt                                                                     |        | Eintrag auf stolpersteine-hamburg.de |
| Stresemannstraße 90 ·                   | Charlotte Szykman                             | Hier wohnte Charlotte Szykman Jg. 1921 'Polenaktion' 1938 Bentschen/Zbaszyn ermordet Łodz/Litzmannstadt                                                                           |        | Eintrag auf stolpersteine-hamburg.de |
| Stresemannstraße 90 ·                   | Rita Szykman                                  | Hier wohnte Rita Szykman Jg. 1930 'Polenaktion' 1938 Bentschen/Zbaszyn ermordet Łodz/Litzmannstadt                                                                                |        | Eintrag auf stolpersteine-hamburg.de |
| Stresemannstraße 108 ·                  | Breindel Tzirel Stimler geb. Pistrong         | Hier wohnte Breindel Tzirel Stimler geb. Pistrong Jg. 1875 'Polenaktion' 1938 Bentschen/Zbaszyn ermordet im besetzten Polen                                                       |        | Eintrag auf stolpersteine-hamburg.de |
| Stresemannstraße 108 ·                  | Chaja Klara Stimler geb. Engländer            | Hier wohnte Chaja Klara Stimler geb. Engländer Jg. 1915 'Polenaktion' 1938 Bentschen/Zbaszyn ermordet Ghetto Brzesko                                                              |        | Eintrag auf stolpersteine-hamburg.de |
| Stresemannstraße 108 ·                  | Eduard Eddie Stimler                          | Hier wohnte Eduard Eddie Stimler Jg. 1914 'Polenaktion' 1938 Bentschen/Zbaszyn ermordet im besetzten Polen                                                                        |        | Eintrag auf stolpersteine-hamburg.de |
| Stresemannstraße 108 ·                  | Isaak Stimler                                 | Hier wohnte Isaak Stimler Jg. 1906 'Polenaktion' 1938 Bentschen/Zbaszyn ermordet 1943 Ghetto Bochnia                                                                              |        | Eintrag auf stolpersteine-hamburg.de |
| Stresemannstraße 108 ·                  | Jakob Stimler                                 | Hier wohnte Jakob Stimler Jg. 1912 'Polenaktion' 1938 Bentschen/Zbaszyn ermordet im besetzten Polen                                                                               |        | Eintrag auf stolpersteine-hamburg.de |
| Stresemannstraße 108 ·                  | Pinkus Majer Stimler                          | Hier wohnte Pinkus Majer Stimler Jg. 1875 'Polenaktion' 1938 Bentschen/Zbaszyn ermordet im besetzten Polen                                                                        |        | Eintrag auf stolpersteine-hamburg.de |
| Stresemannstraße 108 ·                  | Samuel Stimler                                | Hier wohnte Samuel Stimler Jg. 1917 'Polenaktion' 1938 Bentschen/Zbaszyn ermordet im besetzten Polen                                                                              |        | Eintrag auf stolpersteine-hamburg.de |
| Stresemannstraße 108 ·                  | Zheni Stimler                                 | Hier wohnte Zheni Stimler Jg. 1927 'Polenaktion' 1938 Bentschen/Zbaszyn ermordet im besetzten Polen                                                                               |        | Eintrag auf stolpersteine-hamburg.de |
| Suttnerstraße 8 ·                       | Dwojre Gitter geb. Spirer                     | Hier wohnte Dworje Gitter geb. Spirer Jg. 1885 Flucht 1935 Österreich 1935 Italien 1939 Kuba                                                                                      |        | Eintrag auf stolpersteine-hamburg.de |
| Suttnerstraße 8 ·                       | Minna Gitter                                  | Hier wohnte Minna Gitter Jg. 1909 Flucht 1933 Österreich 1934 Italien 1939 England                                                                                                |        | Eintrag auf stolpersteine-hamburg.de |
| Suttnerstraße 8 ·                       | Salomon Gitter                                | Hier wohnte Salomon Gitter Jg. 1885 verhaftet Jan. 1938 inhaftiert in mehreren Zuchthäusern deportiert 1942 Auschwitz ermordet 30.1.1943                                          |        | Eintrag auf stolpersteine-hamburg.de |
| Suttnerstraße 8 ·                       | Wilhelm Gitter                                | Hier wohnte Wilhelm Gitter Jg. 1907 Flucht 1935 Österreich 1935 Italien 1939 Kuba                                                                                                 |        | Eintrag auf stolpersteine-hamburg.de |
| Suttnerstraße 25 ·                      | Alexander Aron Rosenberg                      | Hier wohnte Alexander Aron Rosenberg Jg. 1889 'Polenaktion' 1938 Bentschen/Zbaszyn 1940 Reichshof/Rzeszow 1942 Belzec ermordet                                                    |        | Eintrag auf stolpersteine-hamburg.de |
| Suttnerstraße 25 ·                      | Frieda Rosenberg                              | Hier wohnte Frieda Rosenberg Jg. 1915 'Polenaktion' 1938 Bentschen/Zbaszyn 1940 Reichshof/Rzeszow 1942 Belzec ermordet                                                            |        | Eintrag auf stolpersteine-hamburg.de |
| Suttnerstraße 25 ·                      | Josef Heinrich Rosenberg                      | Hier wohnte Josef Heinrich Rosenberg Jg. 1922 'Polenaktion' 1938 Bentschen/Zbaszyn 1940 Reichshof/Rzeszow Mehrere KZ zuletzt Gusen tot an den Folgen 1.6.1945                     |        | Eintrag auf stolpersteine-hamburg.de |
| Suttnerstraße 25 ·                      | Rachel Rosenberg geb. Regenbogen              | Hier wohnte Frieda Rosenberg geb. Regenbogen Jg. 1889 'Polenaktion' 1938 Bentschen/Zbaszyn 1940 Reichshof/Rzeszow 1942 Belzec ermordet                                            |        | Eintrag auf stolpersteine-hamburg.de |
| Thadenstraße 96 ·                       | Otto Jantzen                                  | Hier wohnte Otto Jantzen Jg. 1901 im Widerstand verhaftet 1932 Gerichtsgefängnis Altona entlassen 1934 1943 Buchenwald ermordet 3.4.1943                                          |        | Eintrag auf stolpersteine-hamburg.de |
| Thadenstraße 120 ·                      | Anna Mayer                                    | Hier wohnte Anna Mayer Jg. 1874 deportiert 1941 ermordet in Minsk |        | Eintrag auf stolpersteine-hamburg.de |
| Thadenstraße 130 ·                      | Bertha Löwe                                   | Hier wohnte Bertha Löwe Jg. 1898 deportiert 1942 ermordet in Auschwitz |        | Eintrag auf stolpersteine-hamburg.de |
| Unzerstraße 10 ·                        | Willi Hans Miersch                            | Hier wohnte Willi Hans Miersch Jg. 1907 erschossen 17.7.1932 Altonaer Blutsonntag                                                                                                 |        | Eintrag auf stolpersteine-hamburg.de |
| Unzerstraße 16 ·                        | Albert von Appen                              | Hier wohnte Albert von Appen Jg. 1896 im Widerstand/SPD verhaftet 20.3.1935 Sachsenhausen 1940 Dachau 'verlegt' 18.2.1942 Hartheim ermordet 18.2.1942                             |        | Eintrag auf stolpersteine-hamburg.de |
| Wohlers Allee 28 ·                      | Evelyn Allen                                  | Evelyn Allen Jg. 1938 geb. in Amsterdam interniert Westerbork deportiert 1942 Auschwitz ermordet                                                                                  |        | Eintrag auf stolpersteine-hamburg.de |
| Wohlers Allee 28 ·                      | Fritz Michael Allen                           | Hier wohnte Fritz Michael Allen Jg. 1907 Flucht 1937 Holland interniert Westerbork deportiert 1942 Auschwitz ermordet 3.12.1942                                                   |        | Eintrag auf stolpersteine-hamburg.de |
| Wohlers Allee 28 ·                      | Julia Allen geb. Silberberg                   | Hier wohnte Julia Allen geb. Silberberg Jg. 1907 Flucht 1937 Holland interniert Westerbork deportiert 1942 Auschwitz 1944 Ravensbrück ermordet                                    |        | Eintrag auf stolpersteine-hamburg.de |
| Wohlers Allee 28 ·                      | Ruth Allen                                    | Hier wohnte Ruth Allen Jg. 1934 Flucht 1937 Holland interniert Westerbork deportiert 1942 Auschwitz ermordet                                                                      |        | Eintrag auf stolpersteine-hamburg.de |
| Wohlers Allee 28 ·                      | Fanny Silberberg geb. Bargebuhr               | Hier wohnte Fanny Silberberg geb. Bargebuhr Jg. 1877 deportiert 1942 Theresienstadt 1942 Treblinka ermordet                                                                       |        | Eintrag auf stolpersteine-hamburg.de |
| Wohlers Allee 28 ·                      | Siegmund Silberberg                           | Hier wohnte Siegmund Silberberg Jg. 1874 deportiert 1942 Theresienstadt 1942 Treblinka ermordet                                                                                   |        | Eintrag auf stolpersteine-hamburg.de Ein weiterer Stolperstein befindet sich in Hamburg-Harvestehude.                                        |
| Wohlers Allee 38 ·                      | Adolf Uscher Friedmann                        | Hier wohnte Adolf Uscher Friedmann Jg. 1907 'Polenaktion' 1938 Bentschen/Zbaszyn ermordet im besetzten Polen                                                                      |        | Eintrag auf stolpersteine-hamburg.de |
| Wohlers Allee 38 ·                      | Berta Brandla Friedmann geb. Lundner          | Hier wohnte Berta Brandla Friedmann geb. Lundner Jg. 1903 'Polenaktion' 1938 Bentschen/Zbaszyn ermordet im besetzten Polen                                                        |        | Eintrag auf stolpersteine-hamburg.de |
| Wohlers Allee 38 ·                      | Bertha Ruth Friedmann                         | Hier wohnte Bertha Ruth Friedmann Jg. 1930 'Polenaktion' 1938 Bentschen/Zbaszyn ermordet im besetzten Polen                                                                       |        | Eintrag auf stolpersteine-hamburg.de |
| Wohlers Allee 38 ·                      | Golda Friedmann                               | Hier wohnte Golda Friedmann Jg. 1933 'Polenaktion' 1938 Bentschen/Zbaszyn ermordet im besetzten Polen                                                                             |        | Eintrag auf stolpersteine-hamburg.de |
| Wohlers Allee 38 ·                      | Hanna Toni Friedmann                          | Hier wohnte Hanna Toni Friedmann Jg. 1928 'Polenaktion' 1938 Bentschen/Zbaszyn ermordet im besetzten Polen                                                                        |        | Eintrag auf stolpersteine-hamburg.de |
| Wohlers Allee 38 ·                      | Mirjam Friedmann                              | Hier wohnte Mirjam Friedmann Jg. 1934 'Polenaktion' 1938 Bentschen/Zbaszyn ermordet im besetzten Polen                                                                            |        | Eintrag auf stolpersteine-hamburg.de |
| Wohlers Allee 38 ·                      | Siegbert Friedmann                            | Hier wohnte Siegbert Friedmann Jg. 1931 'Polenaktion' 1938 Bentschen/Zbaszyn ermordet im besetzten Polen                                                                          |        | Eintrag auf stolpersteine-hamburg.de |
| Wohlers Allee 38 ·                      | Scheindel Sabina Weissmann geb. Heller        | Hier wohnte Scheindel Sabina Weissmann geb. Heller Jg. 1889 'Polenaktion' 1938 Bentschen/Zbaszyn deportiert Treblinka ermordet                                                    |        | Eintrag auf stolpersteine-hamburg.de |
| Wohlers Allee 38 ·                      | David Schullerer                              | Hier wohnte David Schullerer Jg. 1930 'Polenaktion' 1938 Bentschen/Zbaszyn nähe Tarnow ermordet Dez. 1939                                                                         |        | Eintrag auf stolpersteine-hamburg.de |
| Wohlers Allee 38 ·                      | Szyja Schullerer                              | Hier wohnte Szyja Schullerer Jg. 1894 'Polenaktion' 1938 Bentschen/Zbaszyn Sanalny/Sibirien ermordet 19.7.1942                                                                    |        | Eintrag auf stolpersteine-hamburg.de |
| Wohlers Allee 38 ·                      | Taube Toni Schullerer                         | Hier wohnte Taube Toni Schullerer Jg. 1928 'Polenaktion' 1938 Bentschen/Zbaszyn nähe Tarnow ermordet Dez. 1919                                                                    |        | Eintrag auf stolpersteine-hamburg.de |
| Wohlers Allee 38 ·                      | Nechemiah Norbert Weissmann                   | Hier wohnte Nechemiah Norbert Weissmann Jg. 1882 'Polenaktion' 1938 Bentschen/Zbaszyn deportiert Treblinka ermordet                                                               |        | Eintrag auf stolpersteine-hamburg.de |
| Wohlers Allee 50 ·                      | Hermann Wolff                                 | Hier wohnte Hermann Wolff Jg. 1899 deportiert 1941 Minsk ermordet |        | Eintrag auf stolpersteine-hamburg.de Ein weiterer Stolperstein befindet sich in Hamburg-Eilbek.                                              |
| Wohlers Allee 62 ·                      | Anna Friedmann geb. Weissmann                 | Hier wohnte Anna Friedmann geb. Weissmann Jg. 1904 ‚Polenaktion‘ 1938 Bentschen/Zbaszyn ermordet im besetzten Polen                                                               |        | Eintrag auf stolpersteine-hamburg.de |
| Wohlers Allee 62 ·                      | Chaja Susi Friedmann                          | Hier wohnte Chaja Susi Friedmann Jg. 1929 ‚Polenaktion‘ 1938 Bentschen/Zbaszyn ermordet im besetzten Polen                                                                        |        | Eintrag auf stolpersteine-hamburg.de |
| Wohlers Allee 62 ·                      | Lea Lydia Friedmann                           | Hier wohnte Lea Lydia Friedmann Jg. 1930 ‚Polenaktion‘ 1938 Bentschen/Zbaszyn ermordet im besetzten Polen                                                                         |        | Eintrag auf stolpersteine-hamburg.de |
| Wohlers Allee 62 ·                      | Majer Martin Friedmann                        | Hier wohnte Majer Martin Friedmann Jg. 1905 ‚Polenaktion‘ 1938 Bentschen/Zbaszyn ermordet im besetzten Polen                                                                      |        | Eintrag auf stolpersteine-hamburg.de |
| Wohlers Allee 62 ·                      | Taube Toni Friedmann                          | Hier wohnte Taube Toni Friedmann Jg. 1927 ‚Polenaktion‘ 1938 Bentschen/Zbaszyn ermordet im besetzten Polen                                                                        |        | Eintrag auf stolpersteine-hamburg.de |
| Wohlers Allee 62 ·                      | Zipora Rahel Friedmann                        | Hier wohnte Zipora Rahel Friedmann Jg. 1935 ‚Polenaktion‘ 1938 Bentschen/Zbaszyn ermordet im besetzten Polen                                                                      |        | Eintrag auf stolpersteine-hamburg.de |